# Schlachthof (Coburg)
Der Schlachthof der Stadt Coburg wurde um 1880 errichtet und 2013 geschlossen. Auf dem Areal stehen mit dem ehemaligen Verwaltungsgebäude und der bauzeitlichen Fleischhalle zwei denkmalgeschützte Gebäude.

## Geschichte

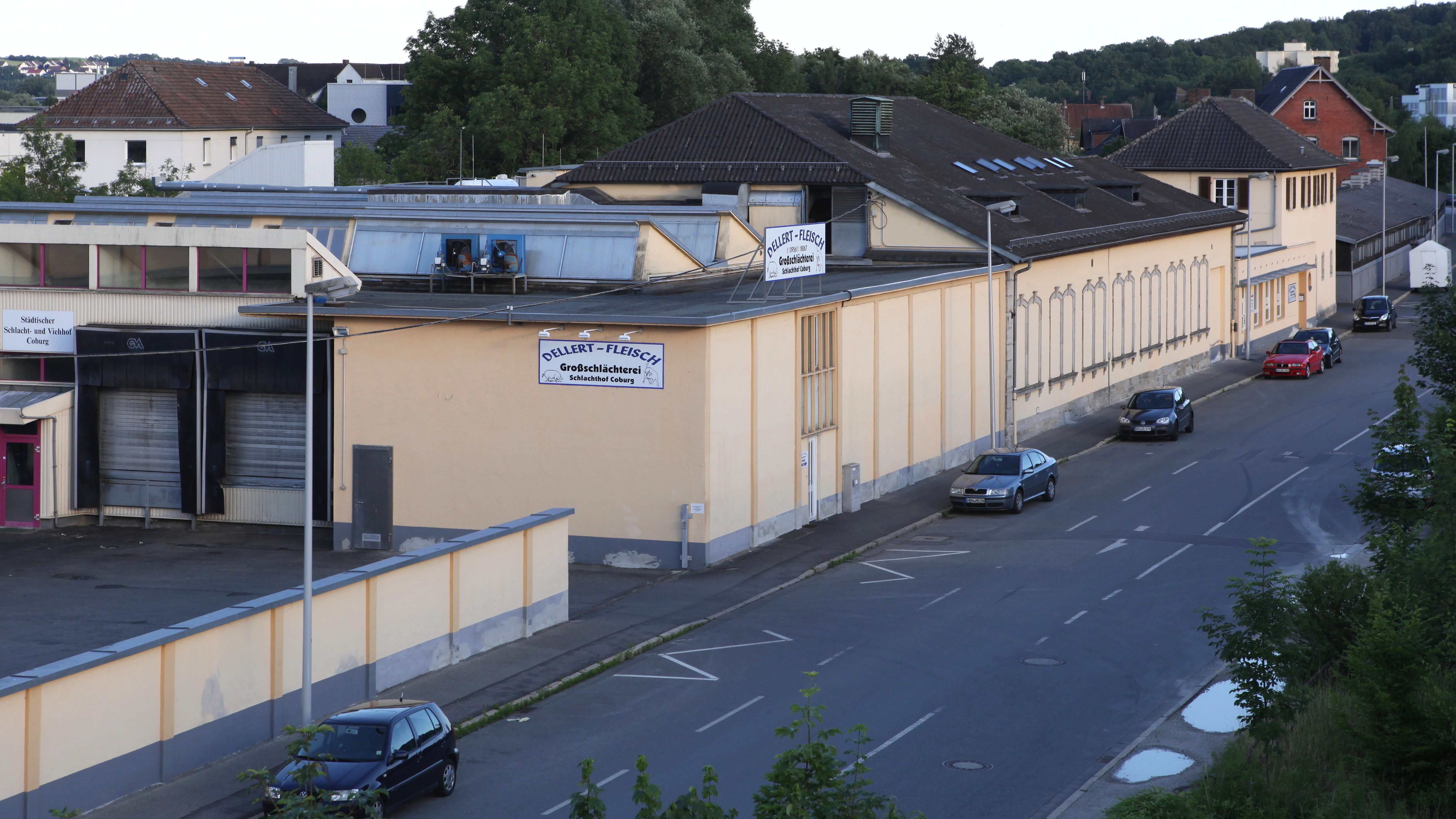
Schlachthof in der Schlachthofstraße (2012)

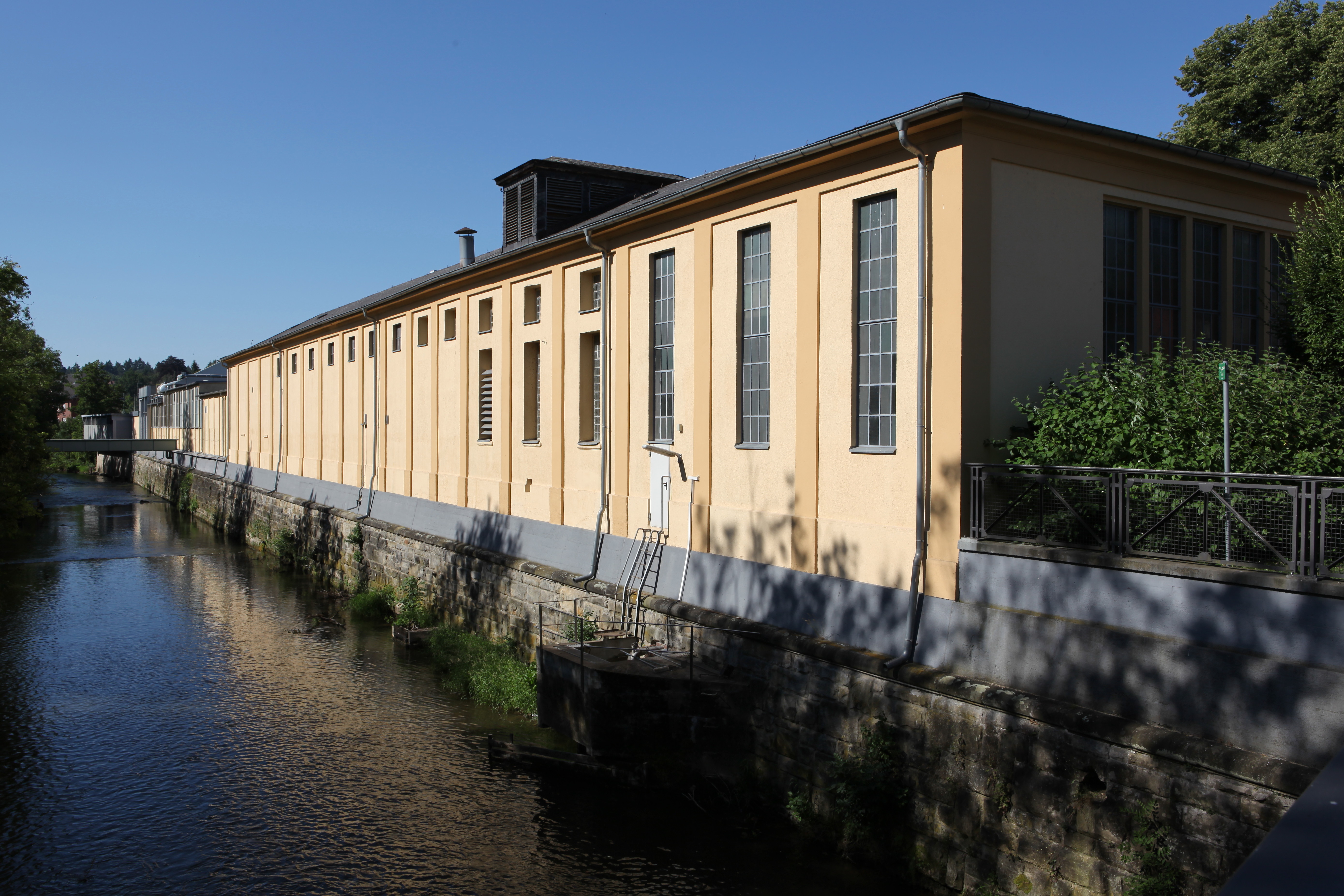
Schlachthof an der Itz (2013)

Der Coburger Schlachthof entstand um 1880 in etwa einem Kilometer Entfernung südlich des Stadtzentrums zwischen den Bahngleisen der Werrabahn und der Itz an einer Steinbrücke über die Itz. Die vorbeiführende Schlachthofstraße wurde 1903 zusammen mit dem südlich gelegenen Güterbahnhof errichtet.
Der Schlachthof wurde mehrmals umgebaut und erweitert. 1928 erfolgte eine Erweiterung entlang der Itz mit der Errichtung einer Kühlanlage. Diese bestand aus einem Maschinenhaus, einer anschließenden Eiserzeugungsanlage, einem Eislager und einer 247 Quadratmeter großen Kühlhalle. Außerdem wurde eine Verbindungshalle und eine Transportbahn eingebaut.
1941 folgte eine Erweiterung der Schlachthalle nach Süden, 1955 der Abbruch einer Schlachthalle neben dem Verwaltungsgebäude und 1988 eine Erweiterung des Kühlraumes. 1938 erhielt der Schlachthof ein eigenes Anschlussgleis an den Güterbahnhof. Bis zu 20.000 Rinder und 45.000 Schweine wurden im Jahr geschlachtet.
Nachdem 2013 bekannt wurde, dass ein Zerlegebetrieb nicht zum Verzehr gekennzeichnetes Fleisch verkauft und damit in den Lebensmittelkreislauf gebracht hatte, beschloss am 18. Juli 2013 der Coburger Stadtrat die Einstellung des Geschäftsbetriebes des städtischen Schlachthofs.
In der Folge ließ die Stadt 2016/2017 auf dem rund 9500 Quadratmeter großen Grundstück einen Großteil der Schlachthofgebäude abbrechen. Im Norden blieben das Verwaltungsgebäude (Gebäude 1) und an der Itz eine zweigeschossige Kühlhalle (Gebäude 9) stehen, im Süden eine alte Fleischhalle (Gebäude 4), sowie ein weiteres Verwaltungsgebäude (Gebäude 6). Im Jahr 2018 zogen die Hochschule Coburg mit der vom Bundesministerium für Bildung und Forschung mit gut acht Millionen Euro geförderten Innovations- und Vernetzungsplatzform Creapolis und die kommunale Agentur Zukunft.Coburg.Digital, ein digitales Gründerzentrum, in das ehemalige Verwaltungsgebäude. Die Kühlhalle aus den 1920er Jahren baute ein Generalunternehmer 2020/2021 für 6,95 Millionen Euro um. Es entstanden für die beiden Nutzer weitere Flächen für Büros, Werkstätten und ein Veranstaltungsraum. Außerdem entstand 2023/2024 ein Modulbau in Holzbauweise für das Zentrum für verantwortungsvolle künstliche Intelligenz der Hochschule Coburg. Die Kosten betrugen etwa 4,1 Millionen Euro.

## Architektur

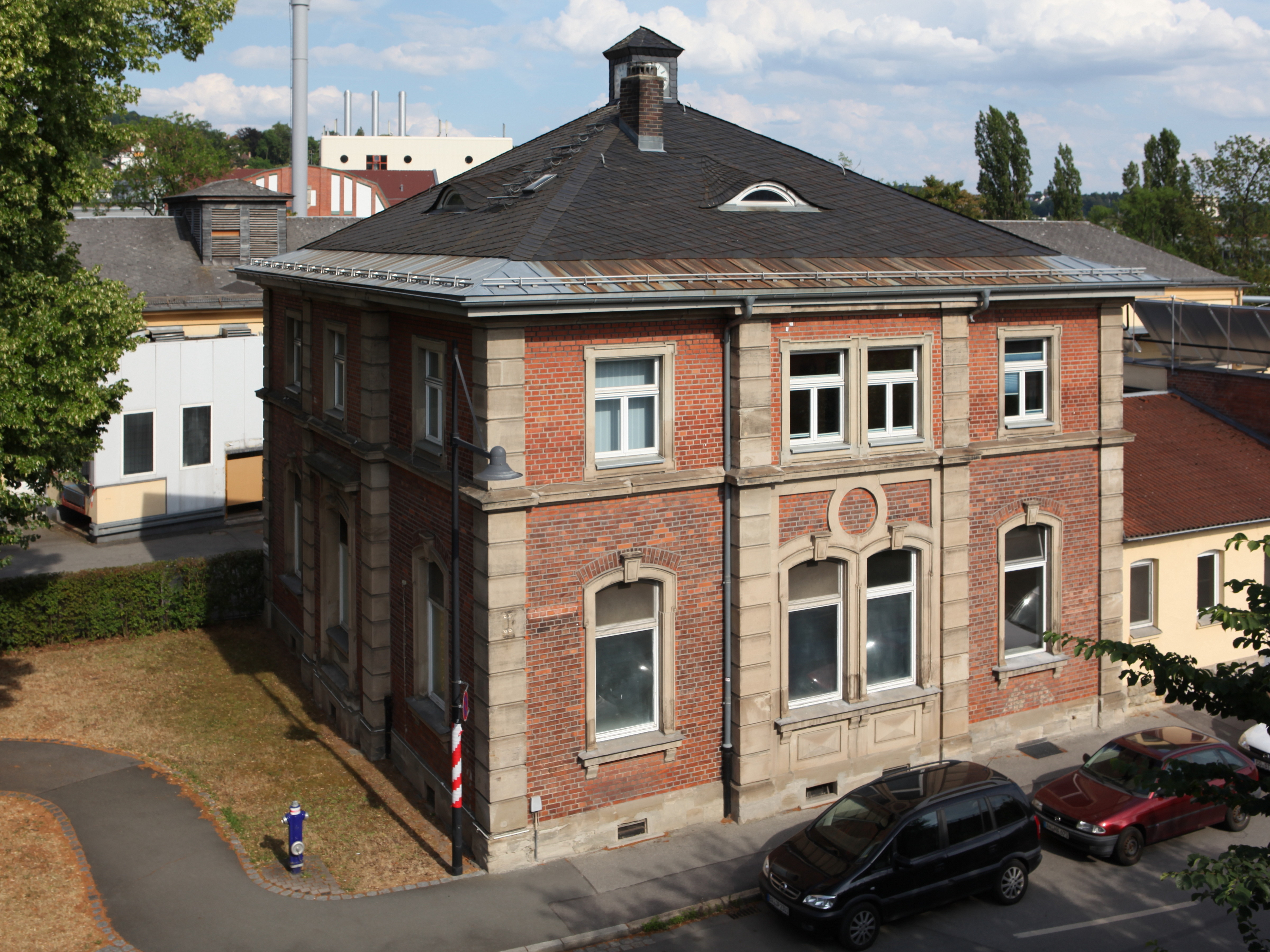
Verwaltungsgebäude (2014)

Das zweigeschossige, denkmalgeschützte Verwaltungsgebäude am nördlichen Gebietseingang des Schlachthofes entstand 1880 nach Plänen des Stadtbaurates Julius Martinet. Das am Klassizismus orientierte, in Formen des Historismus gestaltete Gebäude weist eine Ziegelfassade mit Sandsteingliederungen und drei Achsen auf jeder Seite auf. Der Walmdachbau besitzt oberhalb einer Traufe mit Profilgesims ein Pyramidendach mit Uhrenturm in der Mitte und Fledermausgauben. Mittelrisalite und Ecknutungen kennzeichnen die Fassade, deren Fenster im Erdgeschoss Segmentbögen mit Keilsteinen haben. Die Fenster mit geohrten Rahmen des über einem umlaufenden Gesims angeordneten Obergeschosses sind etwas niedriger. 1937 erfolgte der Umbau der Schweinekuttelei im Erdgeschoss.
Südlich vom Verwaltungsgebäude steht eine alte, denkmalgeschützte Fleischhalle mit einem Halbwalmdach. Die verputzte Fassade mit sieben segmentbogigen Doppelfenstern und diamantierten Keilsteinen, seit 1984 zugemauert, besteht aus Ziegelmauerwerk mit Sandsteingliederungen. 1941 erfolgte die Erweiterung der Schlachthalle nach Süden um einen Achsabschnitt ohne Sandsteingliederungen.